# 스기하라 지우네
스기하라 지우네(일본어: 杉原 千畝, 1900년 1월 1일 ~ 1986년 7월 31일)는 일본의 외교관이다. 와세다 대학 고등사범부(현 교육학부)를 중퇴했으며, 제2차 세계 대전중에 나치 독일의 박해를 받고 있던 수천 명의 유대인에게 비자를 발급함으로써 그들의 생명을 유대인 학살로부터 구했다. 유럽에서는 센포 스기하라라고도 부르는데, 지우네라는 이름이 발음하기 어려워, 스기하라 자신이 유대인에게 센포라고 부르도록 했다는 이야기가 있다.(센포는 지우네의 한자 千畝를 음독으로 읽은 것이다)

## 걸어온 길

### 외교관이 되다
1900년 기후현 코우즈찌 도시(美濃町(岐阜))에서 태어났다. 구 아이치현립 제5중학교(현 아이치현립 즈이료고교)를 졸업한 뒤, 의사가 되기를 희망한 부친의 의사에 반하여, 1918년 와세다 대학 고등사범부 영어과예과에 입학했다. 이듬해인 1919년에는 대학교를 중퇴하고, 외무성의 관비 유학생으로서 중국 하얼빈에 파견되어 러시아어를 배웠다. 1920년 식민지 조선에서 일본 제국 육군에 입대했다(지원병). 1924년에는 외무성 서기생으로 채용되어 정식 외교관이 된다.
1924년에 중국의 하얼빈에서 스기하라는 소련 여성인 클라브디아 세묘노브나 아폴로노바와 결혼했으나 1935년에 이혼했다. 이 때 스기하라는 정교회의 신자가 되었다. 1932년에서 1935년 사이에 괴뢰 만주국에서 보낸 외교관 시절에는 소련과 북만주 철도를 둘러싼 교섭을 러시아 외교의 전문가로서 담당했다. 귀국 뒤에 기쿠치 유키코와 결혼했다. 이후 1937년에는 핀란드 헬싱키의 일본 대사관에 부임하였고, 1939년에는 리투아니아 카우나스의 일본 영사관 영사대리가 된다.

### 유대인 난민들과의 만남
1940년 여름에 나치 점령 아래 폴란드에서 탄압을 피해 리투아니아로 도망쳐온 많은 유대인들이 각국 영사관 및 대사관으로부터 비자를 취득하고자 했다. 그러나 소련이 리투아니아를 병합하고, 리투아니아에 있던 여러 나라들의 영사관과 대사관의 폐쇄를 요구했기 때문에, 유대인 난민들은 아직 업무중이던 일본 대사관에 통과 비자를 얻기 위하여 몰려 들었다.
당시 일본 정부는 유대인에 대한 중립 정책이 공식 입장이었으나, 통과비자발급은 충분한 여비를 갖추고, 규정을 충족할 것 따위의 자세한 조건이 많았다. 일본 외무성은 표면적으로 유대인 난민을 다른 난민과 공평하게 다루기 위한 중립적 정책이라고 하였으나, 비자 발급 자격 조건을 다른 난민에 비해 까다롭게 함으로써 사실상 유대인들에 대한 비자 발급을 제한한 것이었다.
유대인 난민의 대부분은 자격 미달 상태였기 때문에 스기하라가 본국 외무성에 문의하였으나, 비자 발급은 허가되지 않았다. 일본정부의 이런 지시에 반하여 1940년 7월 끝 무렵 치우네는 일본 통과 비자를 자격 조건 미달의 유대인에게도 제한없이 발급하기로 결단하였다.
소련 정부와 본국 일본에서 거듭된 퇴거 명령을 받으면서도 스기하라 부부는 베를린으로 옮겨가는 9월 초까지 약 한달 남짓한 기간동안 비자를 계속 발급한 것으로 보인다. 그 기간 동안 발행된 비자 수는 번호를 붙여 기록에 남은 것만 해도 2139장에 이르며, 도중에 기록을 그만두었으므로 실제 발행된 비자와 도항 증명서는 그 밖에도 수천 장에 이를 것이라 보기도 한다. 또 가족 가운데 1장의 비자만 있어도 가족이 모두 건너갈 수 있었으므로, 이런 점을 감안하여 스기하라의 도움으로 국외탈출한 유대인 수를 약 6000명으로 추산하기도 한다.
탈출에 성공한 유대인은 시베리아 철도를 통해 블라디보스토크를 거쳐 일본 쓰루가(敦賀)에 상륙하여 유대계 러시아인의 공동체가 있었던 고베시에 다다랐다. 그들 가운데 1,000명 정도는 미국과 팔레스타인으로 떠났고, 나머지 사람들은 뒤에 상하이로 송환될 때까지 일본에 남아 있었다. 상하이에도 유대 난민 공동체가 있어서, 그 곳에서 유대인들은 일본이 항복하는 1945년까지 지내게 되었다.

### 나치독일의 리투아니아 유대인 탄압
한편 그들이 떠나왔던 리투아니아는 독소전쟁이 발발한 1941년에 나치 독일의 맹공격을 받아 소련군이 물러났으며 이후 1944년의 여름에 소련군이 다시 이곳을 탈환할 때까지 나치의 지배 아래에 있었다. 그 기간 동안 리투아니아에서 희생된 유대인은 약 20만 명을 넘는 것으로 추산된다.

## 일본 정부의 대응
치우네의 유대인 비자 발급에 대해 일본 정부의 태도에 대하여 여러 견해가 엇갈린다.

### 양자대립구조론
우선 이미 동맹관계였던 나치 독일과 관계를 중시하여, 유대인을 방관하도록 한 비정한 외무성과 그런 외무성에 반대한 치우네라는 양자 대립 구도로 보는 견해이다.
이 견해를 지지하는 근거의 하나는 치우네가 전후 소련의 수용소에서 귀국한 다음, 1947년 외무성에서 사직하도록 압력을 받았던 사실이다. 명목상으로는 1946년부터 외무성뿐 아니라 일본 행정 조직 전체에 대해 실시되었던 "행정정리임시직원령 쇼와21년 칙령 제40호"에 근거한 기구 축소에 따른 정리해고이나, 부인 스기하라 유키코는 구두로 "그때 그 일"에 대한 책임으로 면직을 통보받았다고 증언하고 있다.

### 묵인론
다른 견해로 일본 정부 입장에서 독일과의 관계 때문에 공공연히 유대인을 돕는 것은 불가능했으나, 실제로는 치우네의 비자 발급에 대해 묵인해준 것이 아닌가 보기도 한다.
그러나 이 견해는 전전 일본을 미화하려는 의도가 끼어들기 쉽다. 만약 일본 정부가 유대인을 통과시키는 것을 단호하게 거부하는 입장이었다면, 치우네의 비자에 따른 일본 입국을 어떤 형식으로든 저지하려고 하는 것이 자연스러웠겠지만, 실제로는 많은 유대인들이 고베의 유대인 공동체까지 도착하고, 또 미국이나 팔레스타인으로 떠난 1000명 이외에 그 뒤에도 일본 세력권에서 종전 때까지 무사히 지낼 수 있었다는 사실이다.
실제로는 스기하라 비자로 일본으로 도항하려고 했던 유대인들은 입국 심사에서 발급 조건을 미비하고 있다는 이유로 입국을 거부당하는 사례가 있어서 당시의 신문에서 보도되었지만, 이러한 난민들은 고베 유대인 협회와 주일 네덜란드 대사관이 분주히 움직인 탓에 입국이 가능하게 되었다.
또한 태평양 전쟁 발발로 일본에서 미국으로의 도항이 불가능해지면서, 체류 기간이 만료된 유대인들은 당시 비자가 필요하지 않았던 상하이 조계로 이동하지 않을 수 없게 되었다. 상하이에서는 독일의 경우를 모방하여 유대인 게토가 설치되어, 상해의 유대인들은 그곳에 수용되게 되었다.
또한, 치우네가 외무성의 뜻에 반하는 비자 발급을 허가한 후에도 1945년 소련에 의한 수용소 송환 때까지 체코슬로바키아의 프라하 주재 총영사관 총영사 대리 및 독일의 쾨니히스베르크 주재 총영사관 총영사 대리, 루마니아 부쿠레슈티 주재 일본 공사관 일등 통역관 등을 역임하고, 1944년에는 훈5등서옥장을 수여받은 일 등도 치우네 영사대리의 유대인들에 대한 비자발급을 일본정부가 묵인했다는 주장의 근거로 제시되고 있다.
그러나 이 주장에 대해서는 치우네가 비자 발급 후 즉시 사임할 수 없었던 것은 첩보활동상, 어학에 능통하여 소련 사정 등에 대해서도 정통한 치우네의 능력이 필요했기 때문이라는 반론도 있다. 실제로 전전 주소련일본 대사관에 부임 예정이었지만, 스기하라의 러시아어 실력이 매우 뛰어났기 때문에(러시아 사람도 회화만으로는 비 러시아인과 식별 불가능할 정도의 실력이었다고 함) 페르소나 논 그라타(Persona non grata)로써 소련 정부로부터 거부당해, 할 수 없이 소련 첩보의 전진기지가 된 리투아니아에 부임되었다는 일화가 있을 정도이다.

### 일본외무성의 사과
이러한 여러 가지 설명들에 대해 당사자인 외무성은 1991년 10월 외무성의 스즈키 무네오(鈴木宗男) 정무차관(당시)이 스기하라 치우네 영사대리의 부인 사치코 여사를 초청하여 일본 정부의 대응에 대하여 사죄한 사실이 있다. 그러나 1992년의 중의원 예산위원회에서 당시 외무대신 와타나베 미치오(渡辺美智雄)는 비자 발급의 건으로 퇴직했다는 기록은 외무성에 남아 있지 않다고 답변했다. 또한 퇴직금과 연금에 대해서도 불리한 처우는 없었다고 하는 사람도 있는데, 그 근거로 스기하라 유키코 여사는 저서에서 퇴직금을 받았다고 했다.
그러나 전후 스기하라 치우네의 소식을 묻는 유대인 협회의 문의에 대해 일본 외무성에는 센포 스기하라라고 하는 외교관은 과거에도 현재에도 존재하지 않았다고 답변했다는 사실에 근거하여, 외무성 내의 스기하라에 대한 불편한 감정을 미루어 볼 수 있다고 해석하는 견해도 존재한다.

## 스기하라에 대한 평가
외무성 퇴직 후에는 러시아어를 비롯한 발군의 어학 실력을 살려, 무역상 및 번역자로서 생활을 꾸려갔다.
그러던 중 1969년에 이스라엘 정부로부터 훈장을 수여받은 후, 1985년에는 일본인으로서는 처음으로 야드바셈상을 수상하고, "열방의 의인"으로 기려진다. 현재도 예루살렘 언덕에는 그 당시의 표창비가 세워져 있다. 일본의 오스카 쉰들러라고도 불린다.
일본 외무성의 외무자료관에는 "용기있는 인도적 행위를 실행한 외교관 스기하라 치우네 씨를 기리며"라고 기록된 스기하라의 표창비가 세워져, 2000년 10월 10일의 제막식에는 이스라엘 및 리투아니아 임시 대리 대사, 당시의 고노 요헤이(河野洋平) 외상, 스즈키 무네오, 스기하라 유키코 부인 등이 참석했다.
기타 국가에서도 오스카 쉰들러에 비하여 지명도는 낮지만, 의인으로서 일정한 평가를 받고 있다.

## 참고 문헌
- (영어) 외무성의 당시 페이지
- (일본어) 코노 외상의 인사
- 杉原幸子 『六千人の命のビザ』 大正出版、1993年 ISBN 4-8117-0307-3
  - [英譯] Yukiko Sugihara, Visas for Life, translated by Hiroki Sugihara, San Francisco, Edu-Comm, 1995.
  - [法譯] Yukiko Sugihara, Visas pour 6000 vies, traduit par Karine Chesneau, Paris, Ed. Philippe Piquier, 1995 ; [Poche] 2002.
  - [葡譯] Yukiko Sugihara, Passaporte para a Vida, São Paulo, Editorial Notícias, 1996 ; Jornal de Nikkey, 1997 ; Sociedade Brasileira de Cultura Japonesa, 2010.* Amleto Vespa, Secret Agent of Japan : A Handbook to Japanese Imperialism, London, Victor Gollancz, 1938.
- Herman Dicker, Wanderers and Settlers in the Far East, New York, Twayne Publishers, 1962.
- Abraham Kotsuji, From Tokyo to Jerusalem, Torath HaAdam Institute, 1975.
- David Kranzler, Japanese, Nazis and Jews, Hoboken, NJ, Ktav Publishing House, 1976.
- John J. Stephan, The Russian Fascists. Tragedy and Farce in Exile, 1925-1945, London, Hamish Hamilton, 1978.
- Beth Hatefutsoth, Passage Through China : The Jewish Communities of Harbin, Tientsin and Shanghai, Tel Aviv, The Nahum Goldmann Museum of the Jewish Diaspora, 1986.
- Samuil Manski, With God's Help, Northwestern University, 1990.
- Solly Ganor, Light One Candle. A Survivor’s Tale from Lithuania to Jerusalem, New York, Kodansha International, 1995.
- Eric Saul, Visas for Life : The Remarkable Story of Chiune & Yukiko Sugihara and the Rescue of Thousands of Jews, San Francisco, Holocaust Oral History Project, 1995.
- George Passelecq & Bernard Suchecky, L'Encyclique cachée de Pie XI. Une occasion manquée de l'Eglise face à l'antisémitisme, Paris, La Découverte, 1995.
- David S. Wyman (ed.), The World reacts to the Holocaust, Baltimore & London, The Johns Hopkins University Press, 1996.
- Yaacov Liberman, My China : Jewishi Life in the Orienr 1900-1950, Jerusalem, Gefen Books, 1998.
- Pamela Rotner Sakamoto, Japanese Diplomats and Jewish Refugees, Westport, CT, Praeger Pnblishers, 1998.
- John Cornwell, Hitler's Pope. The Secret History of Pius XII, New York, Viking, 1999.
- Alison Leslie Gold, A Special Fate. Chiune Sugihara, New York, Scholastic, 2000.
- Astrid Freyeisen, Shanghai und die Politik des Dritten Reiches, Wurzburg, Verlag Königshausen & Neumann, 2000.
- Dom Lee & Ken Mochizuki, Passage to Freedom. The Sugihara Story, New York, Lee & Low Books, 2003.
- David Alvarez & Robert A. Graham, Nothing sacred. Nazi Espionage against the Vatican 1939-1945, London, Frank Cass, 2003.
- Vincas Bartusevičius , Joachim Tauber u. Wolfram Wette, Holocaust in Litauen. Krieg, Judenmorde und Kollaboration im Jahre 1941, Wien, Böhlau Verlag, 2003.
- Alvydas Nikzentaitis, The Vanished World of Lithuanian Jews, Amsterdam, Editions Rodopi B.V. , 2004.
- Carl L. Steinhouse, Righteous and Courageous, Bloomington, Indiana, AuthorHouse, 2004.
- Samuel Iwry, To Wear the Dust of War: From Bialystok to Shanghai to the Promised Land ; An Oral History, London, Palgrave Macmillan, 2004.
- Tessa Stirling, Daria Nałęcz & Tadeusz Dubicki, Intelligence Co-operation between Poland and Great Britain during World War II, vol.1, London, Vallentine Mitchell, 2005.
- Walter Schellenberg, The Memoirs of Hitler's Spymaster, London, André Deutsch, 2006.
- Mordecai Paldiel, Diplomat heros of the Holocaust, KTAV Publishing House, NJ, 2007.
- Alfred Erich Senn, Lithuania 1940 : Revolution from above, Amsterdam, Editions Rodopi B.V., 2007.
- Reinhard R. Deorries, Hitler’s Intelligent Chief, New York, Enigma Books, 2009.
- Michaël Prazan, Einsatzgruppen, Paris, Ed du Seuil, 2010.
- Timothy Snyder. Bloodlands: Europe Between Hitler and Stalin, New York, Basic Books, 2010.
- Miriam Bistrović, Anitisemitismus und Philosemitismus in Japan, Essen, Klartext Verlagsges, 2011.
- J.W.M. Chapman, The Polish Connection: Japan, Poland and the Axis Alliance. Proceedings of the British Association for Japanese Studies, v. 2, 1977.
- Teresa Watanabe, "Japan's Schindler also saved thouands 보관됨 2012-12-05 - archive.today", Los Angels Times, 20 March 1994.
- Dina Porat, "The Holocaust in Lithuania: Some Unique Aspects", in David Cesarani (ed.), The Final Solution: Origins and Implementation, London, Routledge, 1994, pp.159-175.
- J.W.M. Chapman, "Japan in Poland's Secret Neighbourhood War" in Japan Forum No.2, 1995.
- Ewa Pałasz-Rutkowska & Andrzej T. Romer, "Polish-Japanese co-operation during World War II" in Japan Forum No.7, 1995.
- Takesato Watanabe, "The Revisionist Fallacy in The Japanese Media1-Case Studies of Denial of Nazi Gas Chambers and NHK's Report on Japanese & Jews Relations" in Social Scienes Review, Doshisha University, No.59,1999.
- Sabine Breuillard, "L'Affaire Kaspé revisitée" in Revues des études slaves, vol.73, 2001, pp.337-372.
- Gerhard Krebs, Die Juden und der Ferne Osten, NOAG 175-176, 2004.
- Gerhard Krebs, "The Jewish Problem in Japanese-German Relations 1933-1945" in Bruce Reynolds (ed.), Japan in Fascist Era, New York, 2004.
- Jonathan Goldstein, "The Case of Jan Zwartendijk in Lithuania, 1940" in Deffry M. Diefendorf (ed.), New Currents in Holocaust Reseach, Lessons and Legacies, vol.VI, Northwestern University Press, 2004.
- Hideko Mitsui, "Longing for the Other: traitors’ cosmopolitanism" in Social Anthropology, Vol 18, Issue 4, November 2010, European Association of Social Anthropologists.
- "Lithuania at the beginning of WWII"(ヴィタウタス・マグヌス大学のリーナス・ベンツラウスカス副学長による演説原稿)
- Sabine Breuillard, Les figures du pouvoir à Harbin pendant la « Guerre de quinze ans » (1931-1945) in Cybergeo : European Journal of Geography, 26 juillet 2010.
- George Johnstone, "Japan's Sugihara came to Jews' rescue during WWII" in Investor's Business Daily, 8 December 2011.
- 外務省情報部 『北満鉄道譲渡交渉関係発表集』1934年 ASIN B000JANVYI
- 杉村陽一編 『杉村陽太郎の追憶』1940年 ASIN B000J8RLQY
- 大橋忠一 『太平洋戦争由来記』要書房、1952年　ASIN B000JBCUP8
- 斎藤良衛 『欺かれた歴史 -- 松岡と三国同盟の裏側』読売新聞社、1955年 ASIN B000JB49HK
- 林正義編 『秘められた昭和史』鹿島研究所出版社、1965年 ASIN B000JADQR0
- 西春彦 『回想の日本外交』岩波書店、1965年 ASIN B000JAE5NE
- 林三郎『関東軍と極東ソ連軍』芙蓉書房、1974年　ASIN B000J9JULM
- 曽野明 『ソビエト・ウォッチング40年』サンケイ出版、1983年 ISBN 4-383-02275-8
- 小野寺百合子 『バルト海のほとりにて―武官の妻の大東亜戦争』共同通信社、1985年 ISBN 4-7641-0178-5
- 上野正夫 『ソ連禁固刑二十五年』ふだん記町田グループ、1985年
- 石堂清倫 『わが異端の昭和史』勁草書房、1986年 ISBN 4-326-15174-9
- 石射猪太郎 『外交官の一生』中央公論社、1986年 ISBN 4-12-201378-3 {{isbn}}의 변수 오류: 유효하지 않은 ISBN.
- 原四郎『大戦略なき開戦 -- 旧大本営陸軍部一幕僚の回想』原書房、1987年 ISBN 4-562-01864-X
- 新関欽哉 『第二次世界大戦下 ベルリン最後の日』NHK出版協会、1983年 ISBN 4-14-001548-9
- 安江弘夫『大連特務機関と幻のユダヤ国家』八幡書店、1989年 ISBN 4-89350-314-6
- 藤山楢一『一青年外交官の太平洋戦争 -- 日米開戦ワシントンからベルリン陥落』新潮社、1989年 ISBN 4-10-373101-X
- 森島守人 『陰謀・暗殺・軍刀 -- 外交官の回想』岩波書店、1991年 ISBN 978-4-00-415072-5
- ユオザス・ウルブシス 『リトアニア 厳しい試練の年月』新日本出版社、1991年 ISBN 4-406-01947-2
- ゾラフ・バルハフティク 『日本に来たユダヤ難民』原書房、1992年 ISBN 4-562-02310-4
- 都倉栄二 『外交官の決断 -- 一万五千日の現場秘史』講談社、1995年 ISBN 4-06-207456-7
- マルク・アルテール『救出者 -- なぜユダヤ人を助けたのか』 NHK出版、1997年 ISBN 4-14-080301-0
- ソリー・ガノール 『日本人に救われたユダヤ人の手記』 講談社、1997年 ISBN 4-06-208924-6
- レオ・メラメド『エスケープ・トゥ・ザ・フューチャーズ―ホロコーストからシカゴ先物市場へ』ときわ総合サービス出版調査部、1997年 ISBN 4-930909-69-4
- 新村徳也 『一隅を照らす -- 日本中東外交と私の生涯』ジェムハウス、1997年
- 早乙女勝元 『戦争を語り継ぐ -- 女たちの証言』岩波書店、1998年 ISBN 4-00-430568-3
- 佐藤優 『国家の罠 – 外務省のラスプーチンと呼ばれて』新潮社、2005年 ISBN 4-1047520-01 {{isbn}}의 변수 오류: 유효하지 않은 ISBN.-0
- 川村カオリ『ヘルター・スケルター』宝島社、2005年 ISBN 4-7966-4846-1
- 松岡洋右 『満鉄を語る』慧文社、2007年 ISBN 978-4-905849-84-1
- 高橋保　『萬里を行く -- 若き外交官の渡欧・敗戦日記』愛媛新聞メディアセンター、2007年 ISBN 4-86087-043-3
- 中日新聞社社会部編 『自由への逃走 -- 杉原ビザとユダヤ人』東京新聞出版局、1995年 ISBN 4-8083-0526-7
- 下村二郎 『ホロコースト前夜の脱出』国書刊行会、1995年 ISBN 4-336-03754-X
- 渡辺勝正 『決断・命のビザ』 大正出版、1996年 ISBN 4-8117-0308-1
- 谷豊『奇蹟の査証 -- 杉原千畝と6000人のユダヤ人』フリープレス、1997年 ISBN 978-4-7952-3031-6
  - [英譯] Yutaka Taniuchi, The miraculous visas -- Chiune Sugihara and the story of the 6000 Jews, New York, Gefen Books, 2001.
- 早乙女勝元 『生命をみつめる―杉原領事とレーロチカのパン』草の根出版会、1998年 ISBN 4-87648-128-8
- 杉原誠四郎 『杉原千畝と日本外務省』 大正出版 1999年 ISBN 4-8117-0310-3
  - [英譯]Seishiro Sugihara & Norman Hu, Chiune Sugihara and Japan's Foreign Ministry : Between Incompetence and Culpability, University Press of America, 2001.
- 渡辺勝正 『真相・杉原ビザ』 大正出版、2000年 ISBN 4-8117-0309-X
- 渡辺勝正 『杉原千畝の悲劇』 大正出版、2006年 ISBN 4-8117-0311-1
- 寿福滋 『杉原千畝と命のビザ – シベリアを越えて』サンライズ出版、2007年 ISBN 4-88325-333-3
- 白石仁章 『諜報の天才 杉原千畝』新潮社、2011年 ISBN 978-4-10-603673-6
- 片倉衷、古海忠之 『挫折した理想国 -- 満州興亡の真相』現代ブック社、1967年 ASIN B000JA8PBW
- 三輪公忠 『松岡洋右―その人間と外交』中央公論社、1971年 ASIN B000J9EBFC
- E・H・カー 『独ソ関係史 -- 世界革命とファシズム』サイマル出版会、1972年 ISBN 978-4-377-10099-0
- 松岡洋右伝記刊行会 『松岡洋右―その人と生涯』講談社、1974年 ASIN B000J9IK7W
- 小沢親光 『鮎川義介伝 – 夢をひらく男』山口新聞社、1974年 ASIN B000J9FPY8
- マービン・トケイヤー、メアリ・シュオーツ 『河豚計画』日本ブリタニカ株式会社、1979年 ISBN 0098-529015 {{isbn}}의 변수 오류: 유효하지 않은 ISBN.-6329
- 泰郁彦 『戦前期日本官僚制度の制度・組織・人事』東京大学出版会、1981年 ASIN B000J7SZOC
- ゲルハルト・ダンプマン 『孤立する大国ニッポン』阪急コミュニケーションズ、1981年 ISBN 4-484-00101-2
- 田々宮英太郎 『橋本欣五郎一代』芙蓉書房、1982年 ASIN B000J7S3K8
- リチャード・ディーコン 『日本の情報機関』時事通信社 1983年 ASIN B000J79RQW
- 杉山公子 『哈爾賓物語 -- それはウラジオストクからはじまった』地久館出版、1985年 ISBN 978-4-562-01673-0
- 哈爾濱學院史料編集室編 『哈爾濱学院史』1987年
- ツヴィ・ギテルマン 『葛藤の一世紀 -- ロシア・ユダヤ人の運命』サイマル出版社、1988年 ISBN 4-377-31109-3
- ジョルジュ・カステラン『ルーマニア史』白水社、1993年 ISBN 4-560-05747-8
- 山室信一 『キメラ -- 満州国の肖像』中央公論新社、1993年 ISBN 4-12-191138-5
  - [英譯]　Shin'ichi Yamamuro, Manchuria under Japanese Dominion, University of Pennsylvania Press, 2006.
- 泰郁彦 『昭和史の謎を追う』文藝春秋、1993年 ISBN 4-16-347270-3
- イアン・ニッシュ 『日本の外交政策 1869-1942』ミネルヴァ書房、1994年 ISBN 978-4-623-02408-7
- 猿谷要、篠輝久 『意外な解放者』情報センター出版局、1995年 ISBN 4-7958-1902-5
- マイケル・ベーレンバウム 『ホロコースト全史』創元社、1996年 ISBN 4-422-30032-6
- 田嶋信雄 『ナチズムの極東戦略』講談社、1997年 ISBN 4-06-258096-9
- 原暉之 『ウラジオストク物語 -- ロシアとアジアが交わる街』三省堂、1998年 ISBN 978-4-385-35839-0
- ジョゼフ・ロスチャイルド 『現代東欧史 -- 多様性への回帰』共同通信社、1999年 ISBN 9-78476104-39-6
- 宮澤正典、デイヴィッド・グッドマン 『ユダヤ人陰謀説 -- 日本の中の反ユダヤと親ユダヤ』講談社、1999年 ISBN 4-06-209588-2
- 松浦寛 『ユダヤ陰謀説の正体』筑摩書房、1999年 ISBN 4-480-05823-0
- 芳地隆之 『ハルビン学院と満洲国』新潮社、1999年 ISBN 4-10-600561-1
- 永岑三千輝 『独ソ戦とホロコースト』日本経済評論社、2001年 ISBN 4-8188-1321-4
- 阪東宏 『日本のユダヤ政策 1931-1945』未来社、2002年 ISBN 4-624-11185-0
- ヴァルダス・アダムクス 『リトアニア わが運命』未知谷、2002年 ISBN 4-89642-058-6
- ウォルター・ラカー編 『ホロコースト大辞典』柏書房、2003年 ISBN 4-7601-2413-6
- 金子マーティン 『神戸・ユダヤ難民 1940-1941』みずのわ出版、2003年 ISBN 4-944173-23-7
  - [徳譯] Martin Kaneko, Die Judenpolitik der japanischen Kriegsregierung, Berlin, Metropol Verlag, 2008.
- 阪東宏 『世界のなかの日本・ポーランド』大月書店、2004年 ISBN 978-4-272-53039-7
- ベン＝アミン・シロニー 『ユダヤ人と日本人の不思議な関係』成甲書房、2004年 ISBN 4-88086-170-7
- 丸山直起 『太平洋戦争と上海のユダヤ難民』法政大学出版局、2005年 ISBN 4-588-37703-5
- 中見立夫他 『近代中国東北地域史研究の新視角』山川出版社、2005年 ISBN 4-634-67453-X
- 明神慶昌 『平和を愛した最後の陸軍大将 山脇政隆』リーブル出版、2006年 ISBN 4-947727-79-9
- 高橋秀寿・西成彦編 『東欧の20世紀』人文書院、2006年 ISBN 4-409-23038-7
- フェリクス・シフ 『ポーランドのユダヤ人』みすず書房、2006年 ISBN 4-622-07231-9
- 山本祐策 『ユダヤ難民救助者の法的評価 – ヤン・ツバルテンディクと杉原千畝』近代文芸社、2006年 ISBN 4-7733-733-7389-X
- 小谷賢 『日本軍のインテリジェンス -- なぜ情報がいかされないのか』講談社、2007年 ISBN 978-4-06-258386-2
- ウルスラ・ベーコン 『ナチスから逃れたユダヤ人少女の上海日記』祥伝社、2006年 ISBN 978-4-396-68117-3
- 小林英夫 『満鉄調査部の軌跡』藤原書店、2006年 ISBN 978-4-89434-544-7
- 日本海地誌調査研究会 『人道の都 敦賀』 敦賀上陸ユダヤ難民足跡調査会、2007年
- 小林英夫編『満州 -- その今日的意味』つげ書房新社 2008年 ISBN 978-4-8068-0575-5
- 本山美彦 『金融権力』岩波書店、2008年 ISBN 978-4-00431-23-2
- 早稲田奉仕園百年史編集委員会編 『早稲田奉仕園百年史』(財)早稲田奉仕園、2008年
- 服部龍二 『広田弘毅 --「悲劇の宰相」の実像』中央公論新社、2008年 ISBN 4-12-101951-2
- トーマス・バーゲンソール 『幸せな子 -- アウシュビッツを一人で生き抜いた少年』毎日新聞社、2008年 ISBN 978-4-02-250347-3
- ヴィリギリウス・チェイパティス 『リトアニア -- 民族の苦悩と栄光』中央公論新社、2008年 ISBN 4-12-003755-X
- ヤン・T・グロス『アウシュヴィッツ後の反ユダヤ主義 -- ポーランドにおける虐殺事件を糾明する』白水社、2008年 ISBN 978-4-560-02631-1
- エヴァ・パワシュ＝ルトコフスカ、アンジェイ・T・ロメル 『日本・ポーランド関係史』彩流社、2009年 ISBN 987-4-7791-1414-4
- 砂村哲也 『ハルビン教会の庭』PHP研究所、2009年 ISBN 978-4-904302-32-3
- 佐藤優 『交渉術』文藝春秋、2009年 ISBN 4-16-368580-4
- ワシリー・モロジャコフ 『後藤新平と日露関係史 -- ロシア側新資料に基づく新見解』藤原書店、2009年 ISBN 978-4-89434-684-0
- ベルナール・ルコント 『バチカン・シークレット』河出書房新社、2010年 ISBN 978-4-303-20543-4 {{isbn}}의 변수 오류: 유효하지 않은 ISBN.
- 平野久美子 『坂の上のヤポーニア』産経新聞社、2010年 ISBN 978-4-8191-1119-5
- 関根真保 『日本占領下の上海ユダヤ人ゲットー』昭和堂、2010年 ISBN 978-4-8122-0972-1
- 富田武 『戦間期の日ソ関係 1917-1937』岩波書店、2010年 ISBN 978-4-00-023689-8
- 三宅正樹 『スターリンの対日情報工作』平凡社、2010年 ISBN 978-4-582-85540-1
- ヤニック・エネル 『ユダヤ人大虐殺の証人 ヤン・カルスキ』白水社、2011年 ISBN 978-4-309-22539-5
- マイルズ・フレッチャー 『知識人とファシズム -- 近衛新体制と昭和研究会』柏書房、2011年 ISBN 978-4-7601-3686-5
- 越澤明 『後藤新平』筑摩書房、2011年 ISBN 978-4-480-06639-8
- J.W.M. チャップマン 「真珠湾以前における三国同盟間の通信情報協力」(『軍事史学』第27巻、第2・3合併号、1991年)
- エヴァ・パワシュ＝ルトコフスカ、アンジェイ・T・ロメル「第二次世界大戦と秘密諜報活動」(『ポロニカ』第5号、1994年)
- 山岸治男 「人権擁護とキーパーソンの役割: 杉原千畝の『ユダヤ人救済』を事例に」(『大分大学教育学部研究紀要』 17、1995年)
- 白石仁章 「いわゆる"命のヴィザ"発給関係記録について]」(『外務省外交史料館報』第9号、1996年3月)
- 小野原雅夫 「新しいカント学習のための予備的考察 (上): 第1部 世界市民のパースペクティヴ」(『福島大学実践教育紀要』1997年6月20日)
- 徳留絹代 「杉原千畝の遺産を私たちは正しく受け継いだか」(朝日新聞社『論座』1998年9月号)
- 杉原誠四郎 「杉原千畝『命のビザ』の真相 -- 外務省関係者や一部学者たちによる『杉原ビザ』を貶める風聞の数々を徹底的に検証する」(文藝春秋『諸君』2000年11月号)
- 松浦寛 「捏造される杉原千畝像」(岩波書店『世界』2000年9月号)
- 長谷川照 「歪曲される杉原千畝像」(『アエラ』2000年11月13日号)
- 松浦寛 「杉原千畝の『政治利用』再び」(『週刊金曜日』2000年12月8日号)
- ゲルハルト・クレープス 「第二次世界大戦下の日本・スペイン関係と諜報活動」(一) 보관됨 2012-12-21 - 웨이백 머신(『成城法学』第63号、2000年)
- ゲルハルト・クレープス 「第二次世界大戦下の日本・スペイン関係と諜報活動」(二) 보관됨 2012-12-21 - 웨이백 머신(『成城法学』第64号、2001年)
- 寺脇丕信 「杉原千畝と人道的決断とその背景」(京都学園大学『人間文化学会紀要』2001年3月)
- 稲葉千晴 「北極星作戦と日本 – 第二次大戦中の北欧における枢軸国の対ソ協力」(『都市情報研究』第6号、2001年)
- 白石仁章 「杉原千畝研究の現状と展望」(上智大学『ソフィア』2001年5月25日号)
- 田嶋信雄「北欧での日本の諜報活動と杉原千畝」(『中日新聞』2001年9月25日付)
- 杉原幸子 「6000人の命を救った夫妻の決断」(『カトリック新聞』2001年10月18日、11月4日付)
- 「杉原千畝 6000人のユダヤ人を救った外交官 『命のビザ』の決断」(PHP研究所、『歴史街道』2001年3月号)
- J・R・Ossorio 「ホロコーストの英雄：杉原千畝」(『聖和大学論集』人文学系第30号、2002年)
- 中村綾乃「カウナス・神戸・上海―ホロコーストと日本」(高橋哲哉解説『語り伝えよ、子どもたちに -- ホロコーストを知る 』みすず書房、2002年)
- 「堺屋太一、加藤寛、渡部昇一対談 : バッシングのカゲで焼け肥り、《官勢いや増すばかり》」(文藝春秋『諸君!』2002年6月号)
- 金子マーティン 「「大日本帝国」下の反ユダヤ主義とユダヤ人難民 (<特集2>ユダヤ難民とディアスポラの記憶)」(東京外国語大学海外事情研究所紀要 "Quadrante" no.4、2002年3月)
- 阿部吉雄 「戦前の日本における対ユダヤ人対策の転換点」(九州大学大学院言語文化研究院『言語文化論究』第16号、2002年)
- 阪東宏 「十五年戦争(1931-1945)における日本政府・軍のユダヤ人政策」(『駿台史学』116号、2002年)
  - [英譯] Hiroshi Bando, "Japan's Policy towards the Jews during the 15 Years War (1931-1945)" in Jewish History Quaterly, No.4, Warszawa, 2003.
- 安藤富雄 「カウナスにおけるビザ大量発給事件の考察」(日本福祉大学紀要『現代と文化』第109号、2003年)
- 岩村太郎 「杉原千畝とロシア正教[깨진 링크(과거 내용 찾기)]」(恵泉女学園大学『人文学部紀要』15, 2003年)
- 松谷昭廣 「日露協会学校の成立とその性格 -- 1920年代在華文化事業の一事例として」(『筑波大学教育学系論集』2004年3月)
- 永井博「『六千の命のビザ』-- 正教徒・杉原千畝氏を讃える 보관됨 2012-02-13 - 웨이백 머신」(東京復活大聖堂教会月報『ニコライ堂だより』2004年10月号)
- エヴァ・パワシュ＝ルトコフスカ 「日露戦争が20世紀前半の日波関係に与えたインパクトについて」(防衛庁防衛研究所「平成16年度戦争史国際フォーラム報告書」2004年)
- 金子マーティン 「ハインツ・マウル氏の博士論文『日本とユダヤ人』とその和訳本を検証する 보관됨 2012-01-14 - 웨이백 머신」(『歴史学研究』798号、2005年2月)
- 中見立夫　「満州国の〝外務省〟-- その組織と人事」(『近代中国東北地域史研究の新視角』 山川出版社、2005年所収)
- 野村真理 「杉原ビザとリトアニアのユダヤ人の悲劇」(『歴史と地理 世界史の研究』 山川出版社、2005年2月号所収)
- 野村真理 「自国史の検証 -- リトアニアにおけるホロコーストの記憶をめぐって」(金沢大学重点研究『地域統合と人的移動』お茶の水書房、2006年)
- 伊藤明 「記録 ユダヤ難民に〝自由の道〟をひらいた人々」(日本交通公社『観光文化』150号、151号、2006年)
- アレクセイ・A・キリチェンコ 「コミンテルンと日本、その秘密諜報戦をあばく」(産経新聞社『正論』2006年10月号)
- エヴァ・パワシュ＝ルトコフスカ 「ポーランドとの隠れた関係 杉原千畝、人道ヴィザ」(『中日新聞』2006年11月30日夕刊)
- 阿部吉雄 「上海虹口地区『外人名簿』(1944年8月)に見られるユダヤ人難民」(九州大学大学院言語文化研究院『言語文化論究』第21号、2006年)
- 加藤哲朗 「情報戦のなかの『亡命』知識人 -- 国崎定洞から崎村茂樹まで」(20世紀メディア研究所『インテリジェンス』第9号、紀伊國屋書店、2007年)
- 森田光博 「『満州国』の対ヨーロッパ外交(1)」(『成城法学』第75号、2007年)
- 森田光博 「『満州国』の対ヨーロッパ外交(2)」(『成城法学』第76号、2007年)
- 白石仁章 「外交官杉原千畝の在ハルビン総領事館および『満洲国』在勤中の活動を伝える調書について」(東京国際大学『国際関係学研究』21、2008年)
- 胡谷智子 「『キリスト精神 早稲田にも』 奉仕園開設百周年迎える今年、沿革まとめる」(『日本経済新聞』2008年11月13日付)
- 白石仁章 「"杉原ヴィザ・リスト"の謎を追って」(『外務省外交史料館報』第23号、2008年12月)
- 吉兼三郎 「一ハルビン学院生の手記 보관됨 2014-04-11 - 웨이백 머신」(平和記念事業特別基金による手記『平和の礎』引揚編第8巻)
- 阿部吉雄 「資料調査:上海のユダヤ人難民の観点から見た杉原リスト」(九州大学大学院言語文化研究院『言語文化論究』第23号、2008年)
- 渡辺克義 「駐カウナス日本領事館臨時領事・杉原千畝夫人、杉原幸子氏との会談(1993年8月4日)覚書」(山口県立大学学術情報 2、2009年3月)
- 辻井喬 「杉原千畝:死に直面した難民の群れと苦悩」(『プレジデント』2009年6月15日号)
- 白石仁章 「インテリジェンス・オフィサーの無念 -- 史料が語る日本の情報戦」(『小説新潮』2010年3月号)
- 瀬戸昌久 「杉原千畝の決断を支えた信仰」(カトリック社会問題研究所『福音と社会』Vol.249, 2010年)
- 瀬口昌久 「堅く支える 杉原千畝と信仰」(日本基督教団北白川教会『北白川通信』第34号、2011年4月4日)
- 田中光 「杉原千畝の功績広めたサミュイル・マンスキーさん死去」(『朝日新聞』2011年6月23日付)
- 渡辺一誠 「ユダヤ難民の孫取材しDVD制作　敦賀市、千畝の偉業後世に[깨진 링크(과거 내용 찾기)]」(『福井新聞』2011年10月4日付)
- 水澤心吾 「杉原千畝の決断を描く一人芝居」(『週刊クリスチャントゥデイ』2011年11月1日付)

## 같이 보기
- 오스카 쉰들러
- 존 라베